# كاسيوس مارسيلوس كلاي (سياسي)
كاسيوس مارسيلوس كلاي (بالإنجليزية: Cassius M. Clay)‏ (19 أكتوبر 1810-22 يوليو 1903)، الملقب بـ«أسد القاعة البيضاء»، مزارع وسياسي من ولاية كنتاكي، ومحرر عبيد، عمل من أجل إبطال الاسترقاق. حرّر كلاي العبيد الذين تسلمهم كميراث له من والده. سُمح لهولاء العبيد المحرَّرين بالبقاء وتحصلوا على أجر لهم. كان كلاي من الأعضاء المؤسسين للحزب الجمهوري في ولاية كنتاكي، وعينه الرئيس أبراهام لينكون وزيرًا (سفيرًا) عن الولايات المتحدة في روسيا. يرجع الفضل إلى كلاي في كسب الدعم الروسي للاتحاد إبان الحرب الأهلية الأميركية.

## النشأة والعائلة والتعليم
وُلد كاسيوس مارسيلوس كلاي لوالدته سالي لويس، ولوالده غرين كلاي، أحد أغنى المزارعين ومالكي العبيد في ولاية كنتاكي، والذي صار سياسيًا بارزًا. كان كاسيوس واحدًا من ستة أبناء عاشوا حتى سن الرشد، وذلك من ضمن سبعة أبناء قد وُلدوا.
كان كلاي عضوًا في عائلة سياسية كبيرة ومؤثرة. أصبح أخوه الأكبر بروتس جيه. كلاي سياسيًا على الصعيد الولاياتي والفيدرالي. كان هو وأخوه أبناء عمومة لهنري كلاي، وهو سياسي بولاية كنتاكي، ولكليمنت كومر كلاي حاكم ولاية ألاباما. تزوجت شقيقة كاسيوس، إليزابيث لويس كلاي (1798 -1887) من جون سبيد سميث، الذي صار أيضًا سياسيًا على الصعيد الولاياتي وعلى صعيد الولايات المتحدة. أصبح ابنهما، غرين كلاي سميث، سياسيًا على مستوى الولاية وانتُخب للكونغرس.
التحق كلاي الأصغر بجامعة ترانسيلفانيا ثم تخرج من جامعة ييل سنة 1832. أثناء وجوده في جامعة ييل، استمع إلى خطاب الإبطالى، المؤيد لمبدأ إبطال الاسترقاق، وليم لويد غاريسون، وألهمته محاضرته بالانضمام إلى حركة مناهضة الرق. كانت حجج غاريسون بالنسبة له «مثل الماء بالنسبة لعابر سبيل عطشان». كان كلاي، من الناحية السياسية، مناصرًا للتدريجية، داعمًا التغيير القانوني التدريجي بدلًا من الدعوة إلى الإبطال الفوري للاسترقاق؛ كما كان يفعل غاريسون ومؤيدوه.

## الزواج والعائلة
في سنة 1833، تزوج كلاي من ماري جين وارفيلد، ابنة والدتها ماري بار ووالدها الدكتور إليشا وارفيلد من مدينة ليكسينغتون، ولاية كنتاكي. كان لديهما عشرة أبناء، ستة منهم عاشوا حتى سن الرشد:
- إليشا وارفيلد كلاي (1835- 1851)
- غرين كلاي (1837- 1883)
- ماري بار كلاي (المعروفة أيضًا بالسيدة جيه. فرانك هيريك) (1839-1924)
- سارة «سالي» لويس كلاي بينيت (1841- 1935)
- كاسيوس مارسيلوس كلاي الابن (1843-1843)
- كاسيوس مارسيلوس كلاي الابن (1845 - 1857)
- بروتس جونيوس كلاي (1847- 1932)
- لورا كلاي (1849-1941)
- فلورا كلاي (1851-1851)
- آن كلاي كرينشو (1859-1945)

تبنى، في وقت لاحق، هنري لاوني كلاي، الذي يُعتقد أنه ابنه من خلال علاقة خارج إطار الزواج، وذلك أثناء وجوده في روسيا.

## سنواته الأخيرة
كان كلاي معروفًا بأنه متمرد ومقاتل. بسبب التهديدات على حياته، اعتاد حمل مسدسين وسكين للحماية. ركب مدفعًا لحماية منزله ومكتبه.
في عام 1878، بعد 45 سنة من الزواج، طلَّق كلاي زوجته ماري جين (وارفيلد) كلاي، مدعيًا هجرانها بعد أن لم تعد تحتمل خيانته الزوجية.
في مؤتمر كنتاكي الدستوري لعام 1890، انتخب الأعضاء كلاي رئيسًا للمؤتمر.
في عام 1894، تزوج كلاي البالغ من العمر 84 سنة من دورا ريتشاردسون، وهي أخت يتيمة لأحد مستأجري مزارعه، وعمرها 15 عامًا.
تُوفي كاسيوس كلاي في منزله في 22 يوليو 1903 جراء «إعياء عام». كان من بين الناجين ابنتاه، لورا كلاي وماري بار كلاي، اللتان كانتا ناشطتين في مجال حقوق المرأة.

## روابط خارجية
- كاسيوس مارسيلوس كلاي (سياسي) على موقع الموسوعة البريطانية (الإنجليزية)
- كاسيوس مارسيلوس كلاي (سياسي) على موقع إن إن دي بي (الإنجليزية)